# Триъгълник на огъня
Триъгълникът на огъня е прост модел, улесняващ разбирането на трите елемента, които е необходимо да са налице, за да се запали огън: източник на топлина, гориво и оксидиращ агент (обичайно кислород). Огънят естествено възниква когато всичките три елемента присъстват и са комбинирани в точните пропорции. Съответно огънят може да бъде предотвратен или потушен, като се премахне който и да е от елементите на огнения триъгълник. Например, покриването на огъня с противопожарно одеяло блокира достъпа на кислород и може да го изгаси. При големи пожари намаляването на количеството кислород обикновено не е възможно, тъй като няма ефективен начин да се ограничи въздухът на широка площ.

## Потушаване на огъня
За да спре реакцията по възпламеняване и да бъде изгасен огънят, е достътачно един от трите елемента от огнения триъгълник да бъде отстранен. 
Без достатъчно топлина огънят не може да започне, не може и да продължи. Топлината може да се отстрани с употребата на вещество, което намалява количеството топлина на разположение на реакцията на огъня. Това обикновено е вода, която абсорбира топлината, превръщайки водата в пара. Прилагайки в огъня достатъчни количества от подходящ вид прахообразно вещество или газ също може да намали количеството на топлината.
Без гориво огънят не може да продължи на гори. Горивният материал по естествен път е отстранен или когато огънят изгори целия материал, или ръчно, механично или химически. Отстраняването на горивния материал е важен фактор в потушаването на горски пожари и е в основата на повечето противопожарни тактики, например контролираният пожар. Отстраняването на горивния материал също така действа и за намаляване на топлината.
Без достатъчно кислород огънят също не може да започне, не може и да продължи. При намалена концентрация на кислород процесът на възпламеняване се забавя. Кислородът може да се отстрани, използвайки противопожарно одеяло, вода или пожарогасител с въглероден диоксид. 

## Тетраедър на огъня
Моделът на огнения тетраедър добавя към модела на огнения триъгълник химическата верижна реакция като четвърти компонент. Веднъж започнал пожарът, резултатната екзотермична реакция поддържа огъня и му позволява да продължи докато поне един от елементите на огъня не бъде отстранен. 
Пяната може да се използва за ограничаването на достъпа на кислород до огъня. Водата може да се използва за снижаването на температурата на горивото под точката на възпламеняване или за намаляване или разпръскване на горивния материал. 
Възпламеняването е химическа реакция, която увеличава температурата на огъня и го поддържа. Когато в огъня попаднат горящи метали като литий, магнезий, титан и други (огън от клас D), е от още по-голямо значение да се отчита отделянето на енергия. Металите реагират по-бързо с водата отколкото с кислорода и следователно опитът да се изгасят с вода, води да отделянето на още по-голямо количество енергия, т.е. огънят става още по-горещ и дори експлозивен. Пожарогасители с въглероден диоксид също са неефективни срещу определени метали като титан. Подходящи за прекратяването на верижната реакция са инертни агенти (сух прах).